# 別海町

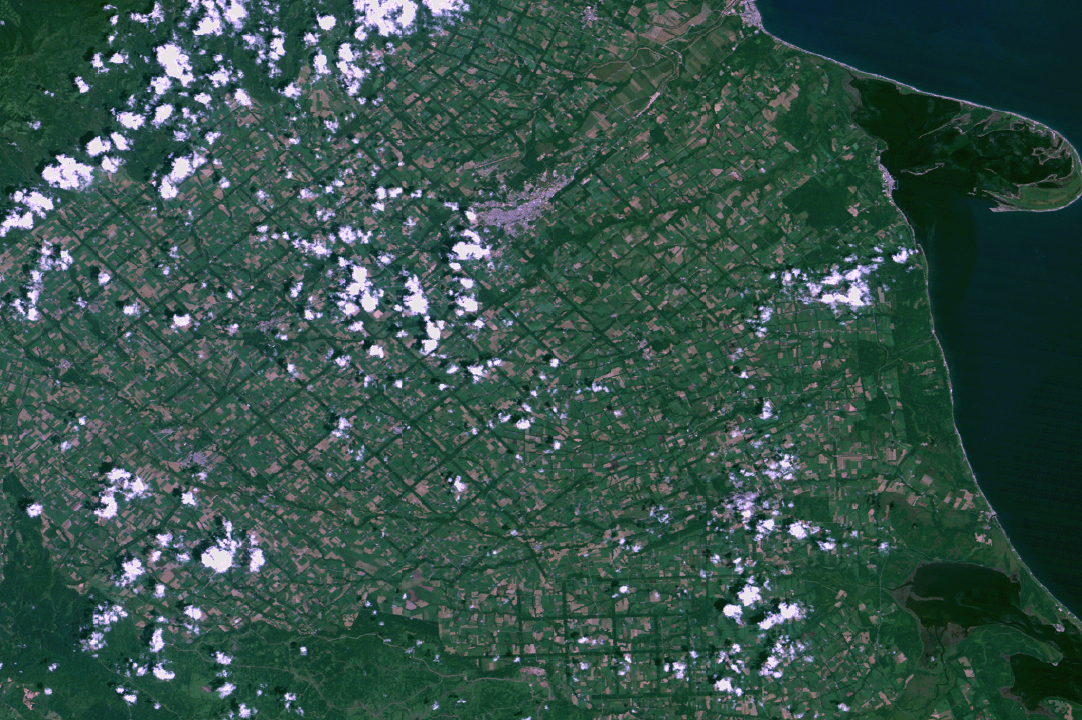
画像中央より南が別海町域である

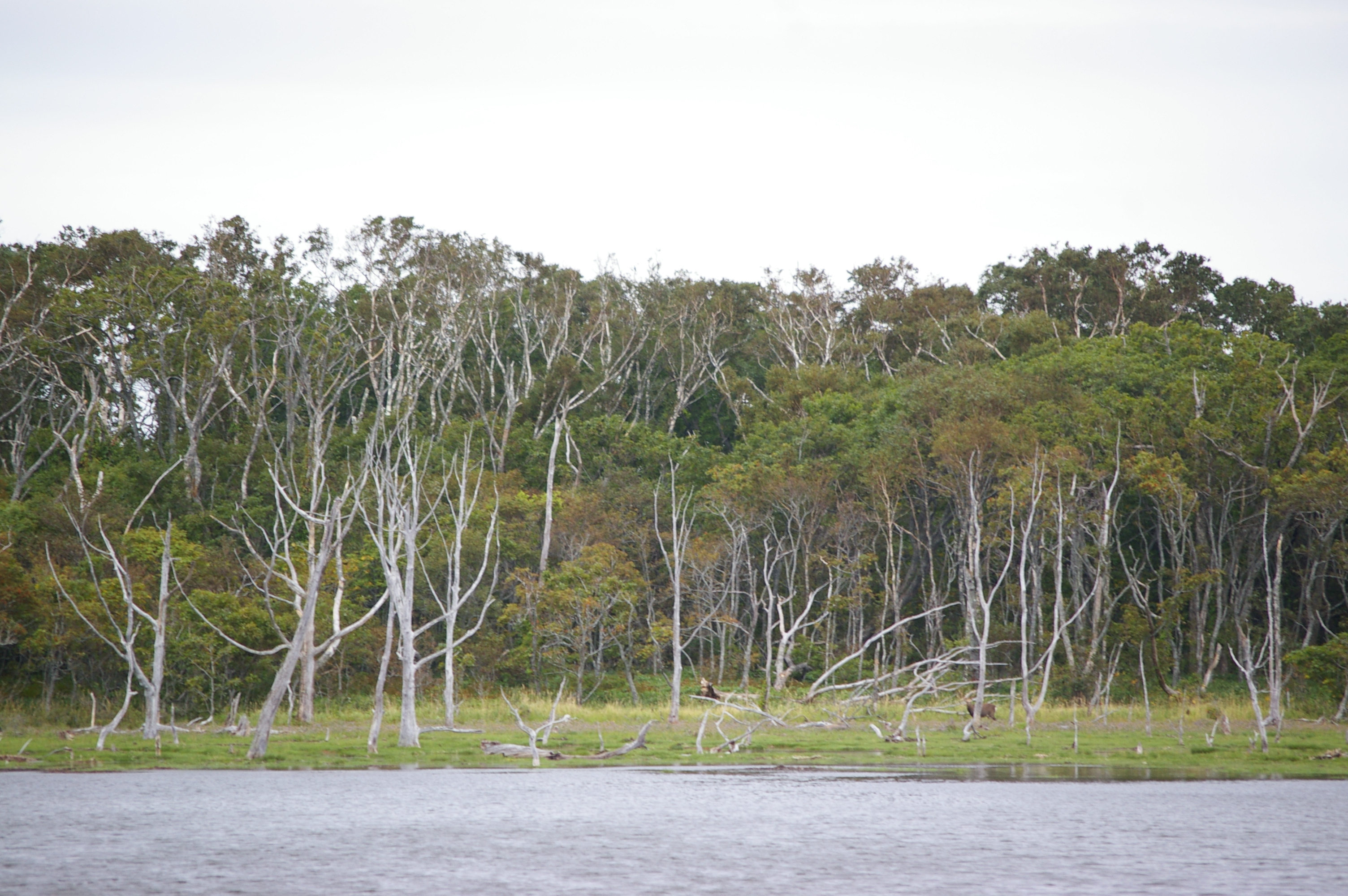
野付半島のナラワラ

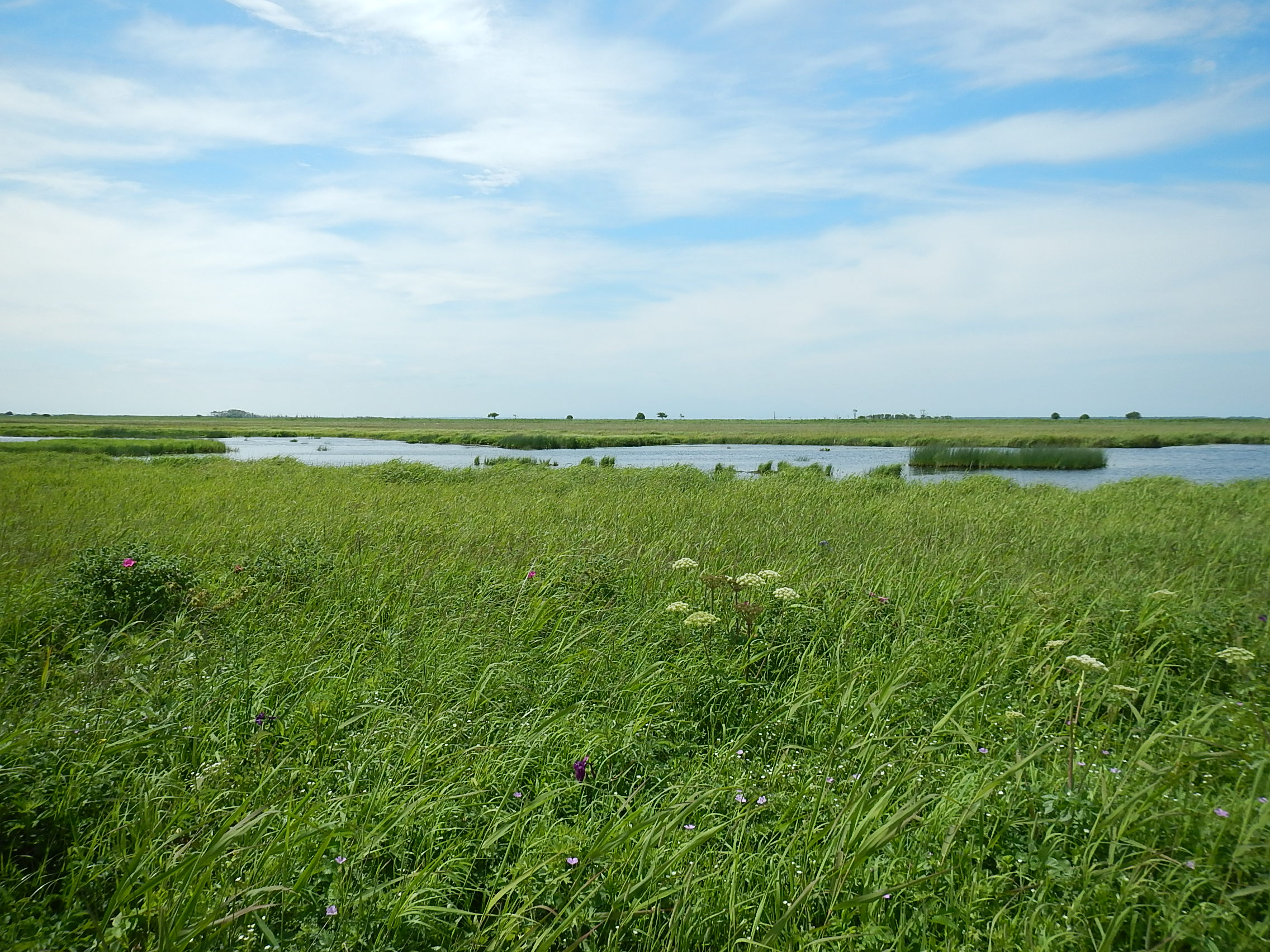
竜神埼原生花園

別海町（べつかいちょう）は、北海道根室振興局管内の野付郡にある町。

## 概要
北海道東端部に位置し、東は野付水道を挟んで北方領土を望む。面積は「町」としては日本で3番目に広く（1位は足寄郡足寄町、2位は紋別郡遠軽町でいずれも北海道内）、「市町村」としては日本で9位、道内5位。また可住地面積は日本の市町村で最も広い。その広大な町域は大半が起伏のゆるやかな丘陵地帯で、原野を切り開いて造られた牧場が町域ほぼ全般に広がり、集落は別海（べつかい）、中西別（なかにしべつ）、中春別（なかしゅんべつ）、西春別（にししゅんべつ）、西春別駅前、上春別（かみしゅんべつ）、上風連（かみふうれん）、本別海（ほんべっかい）、尾岱沼（おだいとう）など町の全域に点在している。町役場は町域中央やや東寄りの別海市街に置かれているため、町の西部では標茶町の市街の方が近い地域がある。
南西部には防衛省陸上自衛隊別海駐屯地（航空自衛隊計根別飛行場）と矢臼別演習場が置かれる。その面積は17,192ha。沖縄県金武町県道104号線越えで行われていた砲撃訓練の移転を1997年（平成9年）から受け入れており、年に数回、アメリカ軍による大規模な射撃訓練が行われる。

### 自然
- 山岳：
- 河川：西別川、風蓮川、春別川、当幌川、床丹川
- 湖沼：風蓮湖、茨散沼、兼金沼、ボッコ沼
- 半島：野付半島

### 隣接する自治体
- 根室振興局
  - 根室市
  - 標津郡：中標津町、標津町
- 釧路総合振興局
  - 川上郡：標茶町
  - 厚岸郡：浜中町、厚岸町

## 気候
ケッペンの気候区分によると、別海町は湿潤大陸性気候に属する。寒暖の差が大きく気温の年較差、日較差が大きい顕著な大陸性気候である。降雪量が多く、豪雪地帯に指定されている。冬季は-25℃前後の気温が観測されることが珍しくなく、寒さが厳しい。
| 別海（1991年 - 2020年）の気候      | 別海（1991年 - 2020年）の気候 | 別海（1991年 - 2020年）の気候 | 別海（1991年 - 2020年）の気候 | 別海（1991年 - 2020年）の気候 | 別海（1991年 - 2020年）の気候 | 別海（1991年 - 2020年）の気候 | 別海（1991年 - 2020年）の気候 | 別海（1991年 - 2020年）の気候 | 別海（1991年 - 2020年）の気候 | 別海（1991年 - 2020年）の気候 | 別海（1991年 - 2020年）の気候 | 別海（1991年 - 2020年）の気候 | 別海（1991年 - 2020年）の気候 |
| 月                                 | 1月                           | 2月                           | 3月                           | 4月                           | 5月                           | 6月                           | 7月                           | 8月                           | 9月                           | 10月                          | 11月                          | 12月                          | 年                            |
| ---------------------------------- | ----------------------------- | ----------------------------- | ----------------------------- | ----------------------------- | ----------------------------- | ----------------------------- | ----------------------------- | ----------------------------- | ----------------------------- | ----------------------------- | ----------------------------- | ----------------------------- | ----------------------------- |
| 最高気温記録 °C （°F）             | 8.4 (47.1)                    | 12.8 (55)                     | 17.0 (62.6)                   | 27.3 (81.1)                   | 36.6 (97.9)                   | 34.7 (94.5)                   | 35.6 (96.1)                   | 35.4 (95.7)                   | 31.9 (89.4)                   | 26.2 (79.2)                   | 21.0 (69.8)                   | 14.2 (57.6)                   | 36.6 (97.9)                   |
| 平均最高気温 °C （°F）             | −1.2 (29.8)                   | −0.9 (30.4)                   | 3.0 (37.4)                    | 9.3 (48.7)                    | 14.9 (58.8)                   | 17.8 (64)                     | 21.2 (70.2)                   | 22.8 (73)                     | 20.7 (69.3)                   | 15.5 (59.9)                   | 8.7 (47.7)                    | 1.6 (34.9)                    | 11.1 (52)                     |
| 日平均気温 °C （°F）               | −6.7 (19.9)                   | −6.5 (20.3)                   | −1.9 (28.6)                   | 3.6 (38.5)                    | 8.7 (47.7)                    | 12.3 (54.1)                   | 16.2 (61.2)                   | 18.1 (64.6)                   | 15.4 (59.7)                   | 9.5 (49.1)                    | 2.9 (37.2)                    | −3.8 (25.2)                   | 5.7 (42.3)                    |
| 平均最低気温 °C （°F）             | −13.6 (7.5)                   | −13.8 (7.2)                   | −7.7 (18.1)                   | −1.8 (28.8)                   | 3.1 (37.6)                    | 7.9 (46.2)                    | 12.4 (54.3)                   | 14.3 (57.7)                   | 10.5 (50.9)                   | 3.3 (37.9)                    | −3.2 (26.2)                   | −10.1 (13.8)                  | 0.1 (32.2)                    |
| 最低気温記録 °C （°F）             | −31.3 (−24.3)                 | −33.7 (−28.7)                 | −25.4 (−13.7)                 | −14.2 (6.4)                   | −6.0 (21.2)                   | −2.7 (27.1)                   | 1.8 (35.2)                    | 4.1 (39.4)                    | −0.7 (30.7)                   | −7.0 (19.4)                   | −15.6 (3.9)                   | −23.8 (−10.8)                 | −33.7 (−28.7)                 |
| 降水量 mm （inch）                 | 38.2 (1.504)                  | 27.4 (1.079)                  | 55.2 (2.173)                  | 79.0 (3.11)                   | 107.2 (4.22)                  | 111.4 (4.386)                 | 121.9 (4.799)                 | 154.9 (6.098)                 | 184.2 (7.252)                 | 125.9 (4.957)                 | 79.0 (3.11)                   | 63.8 (2.512)                  | 1,148 (45.197)                |
| 降雪量 cm （inch）                 | 84 (33.1)                     | 72 (28.3)                     | 75 (29.5)                     | 26 (10.2)                     | 1 (0.4)                       | 0 (0)                         | 0 (0)                         | 0 (0)                         | 0 (0)                         | 0 (0)                         | 11 (4.3)                      | 66 (26)                       | 330 (129.9)                   |
| 平均降水日数 （≥1.0 mm）           | 6.4                           | 5.0                           | 7.8                           | 9.0                           | 10.7                          | 9.7                           | 11.1                          | 12.1                          | 11.6                          | 9.4                           | 8.7                           | 7.9                           | 109.4                         |
| 平均月間日照時間                   | 146.3                         | 150.4                         | 181.3                         | 163.6                         | 165.8                         | 132.0                         | 108.6                         | 117.4                         | 138.2                         | 158.0                         | 148.7                         | 143.7                         | 1,756                         |
| 出典1：Japan Meteorological Agency |                               |                               |                               |                               |                               |                               |                               |                               |                               |                               |                               |                               |                               |
| 出典2：気象庁                      |                               |                               |                               |                               |                               |                               |                               |                               |                               |                               |                               |                               |                               |

## 町名の由来
1923年（大正12年）に旧別海村を含む6村が合併し現在の別海町域に相当する別海村が発足した際、当初役場が置かれていた現在の本別海地区から。アイヌ語の「ペッカイ（pet-kai）」（川の・折れ目）「ペッカイェ（pet-kaye）」（川・を折る）に由来するとされ、本別海地区で西別川が河口で曲がりくねる様子を表した名である。現在の別海地区は当初アイヌ語の「ヌウㇱペッ（nu-us-pet）」（豊漁の・川）に由来する「西別（にしべつ）」と称されていたが、役場移転後に改名している。
町名の読みについては古くから「べつかい」と「べっかい」が混在していたが、1971年（昭和46年）の町政施行を機に「べつかい」で統一された。公的な文書や放送各局では「べつかい」の読みが使われ、道路案内標識上のローマ字表記も「Betsukai」となっている。
しかし道道路線名中（例：北海道道123号別海厚岸線）や、かつて存在した標津線別海駅における読みは「べっかい」であり、地名においても、「別海」の発祥であった本別海地区の読みは「ほんべっかい」となっている。
このため読みはどちらが正しいか長期間にわたって議論になっていたが、2009年（平成21年）3月10日の町議会にて当時の町長が「べつかい」と「べっかい」の双方の読み方を認めると宣言し、町として公的表記を求められた場合は引き続き「べつかい」とするとしている。

## 歴史
最も開拓が早かったのは東部沿岸部で、主に漁業が行われていたが、明治30年代から内陸部への入植がはじまり、こちらでは畑作農業が中心におこなわれていた。開拓当初は沿岸の本別海地区（当時は「別海」と称した）に置かれていた役場も、内陸の入植者増加により、1933年（昭和8年）に別海地区（当時は「西別」と称した）に移転している。
昭和に入ると農業から酪農への転換が進み始めたが、土地の広大さゆえに開拓は遅れていた。そこで1956年（昭和31年）から世界銀行の融資を受け、根釧パイロットファーム方式が導入。機械による開拓がおこなわれ、1973年（昭和48年）には新酪農村の建設に着手、現在の広大な酪農地帯を形成した。

### 沿革
- 1879年（明治12年） - 四村戸長役場設置。
- 1906年（明治39年） - 別海村に和田村の一部を編入。
- 1910年（明治43年） - 奥行臼駅逓の開設。
- 1923年（大正12年）4月1日 - 野付郡別海村、野付村、平糸村、根室郡西別村、走古潭村、厚別村の6村が合併、別海村。
- 1933年（昭和8年） - 村役場を本別海地区から西別地区（現・別海地区）に移転。
- 1955年（昭和30年）4月1日 - 中標津町に一部分割。
- 1971年（昭和46年） - 町制施行、別海町となる。
- 1972年（昭和47年） - 6大字を廃し、52町を置く[10]。
  - 別海村 → 別海、本別海、別海西本町、別海旭町、別海緑町、別海新栄町、別海寿町、別海常盤町、別海宮舞町、別海川上町、別海鶴舞町、中西別本町、中西別光町、中西別緑町、中西別朝日町、中西別、床丹、美原、豊原
  - 平糸村 → 中西別、床丹、美原、豊原、大成、本別、尾岱沼、尾岱沼港町、尾岱沼岬町、尾岱沼潮見町、上春別、上春別南町、上春別栄町、上春別旭町、上春別緑町、中春別、中春別東町、中春別西町、中春別南町、西春別宮園町、西春別清川町、西春別昭栄町、西春別幸町、西春別本久町、西春別駅前柏町、西春別駅前曙町、西春別駅前西町、西春別駅前寿町、西春別駅前栄町、西春別駅前錦町、西春別、別海、本別海
  - 野付村 → 野付
  - 西別村 → 本別海、走古丹
  - 厚別村 →別海、本別海、中西別、西春別、泉川、矢臼別、上風連、奥行
  - 走古潭村 → 走古丹、別海、本別海[11]
- 2011年（平成23年） - 道の駅おだいとうオープン。

## 姉妹都市・友好都市

### 海外
- 姉妹都市
  -  バッサブルク（ドイツ、バイエルン州）

### 国内
- 友好都市
  - 大阪府枚方市
- 友好都市サミット協議会
  - 大阪府枚方市
  - 高知県四万十市
  - 沖縄県名護市

## 公的機関

### 警察
北海道警察釧路方面本部
- 中標津警察署（管轄：別海町、中標津町、標津町、羅臼町）
  - 別海駐在所
  - 中春別駐在所
  - 尾岱沼駐在所
  - 西春別駅前駐在所
  - 西春別駐在所
  - 上春別駐在所

### 消防
根室北部消防事務組合（管轄：別海町、中標津町、標津町、羅臼町）
- 別海消防署
  - 西春別支署
  - 尾岱沼分遣所

### 医療
- 町立別海病院
  - 西春別駅前診療所
  - 尾岱沼診療所

## 地理

### 人口
| |                                        |  |
| 別海町と全国の年齢別人口分布（2005年） | 別海町の年齢・男女別人口分布（2005年） |  |
| ■紫色 ― 別海町 ■緑色 ― 日本全国 | ■青色 ― 男性 ■赤色 ― 女性              |  |
| 別海町（に相当する地域）の人口の推移 \| 1970年（昭和45年） \| 18,296人 \| \| \| 1975年（昭和50年） \| 18,078人 \| \| \| 1980年（昭和55年） \| 19,035人 \| \| \| 1985年（昭和60年） \| 18,533人 \| \| \| 1990年（平成2年） \| 18,297人 \| \| \| 1995年（平成7年） \| 17,549人 \| \| \| 2000年（平成12年） \| 16,910人 \| \| \| 2005年（平成17年） \| 16,460人 \| \| \| 2010年（平成22年） \| 15,865人 \| \| \| 2015年（平成27年） \| 15,273人 \| \| \| 2020年（令和2年） \| 14,380人 \| \| |                                        |  |
| 総務省統計局 国勢調査より |                                        |  |
| 1970年（昭和45年） | 18,296人                               |  |
| 1975年（昭和50年） | 18,078人                               |  |
| 1980年（昭和55年） | 19,035人                               |  |
| 1985年（昭和60年） | 18,533人                               |  |
| 1990年（平成2年） | 18,297人                               |  |
| 1995年（平成7年） | 17,549人                               |  |
| 2000年（平成12年） | 16,910人                               |  |
| 2005年（平成17年） | 16,460人                               |  |
| 2010年（平成22年） | 15,865人                               |  |
| 2015年（平成27年） | 15,273人                               |  |
| 2020年（令和2年） | 14,380人                               |  |

### 各地区の人口・世帯数
2022年（令和4年）3月時点の各地区の人口・世帯数。
増減率は2018年（平成31年）3月時点との比較。
| 地区名     | 男性    | 女性    | 人口 計  | 増減    | 世帯数    | 増減   |
| ---------- | ------- | ------- | -------- | ------- | --------- | ------ |
| 別海       | 2,971人 | 3,019人 | 5,990人  | -3.04％ | 3,053世帯 | 0.26%  |
| 中西別     | 309人   | 293人   | 602人    | -4.89％ | 264世帯   | 3.12%  |
| 本別海     | 117人   | 111人   | 228人    | -2.97%  | 86世帯    | 1.17%  |
| 中春別     | 468人   | 473人   | 941人    | -0.63%  | 413世帯   | 4.29%  |
| 豊原       | 136人   | 130人   | 266人    | -5.67%  | 100世帯   | -4.76% |
| 西春別     | 737人   | 515人   | 1,252人  | -8.81%  | 642世帯   | ±0%    |
| 西春別駅前 | 572人   | 569人   | 1,141人  | -6.24%  | 611世帯   | -2.55% |
| 上春別     | 387人   | 384人   | 771人    | -4.34%  | 343世帯   | 7.52%  |
| 床丹       | 131人   | 118人   | 249人    | -2.35%  | 86世帯    | 1.17%  |
| 尾岱沼     | 653人   | 696人   | 1,349人  | -7.53%  | 518世帯   | -2.07% |
| 上風連     | 198人   | 183人   | 381人    | -4.27%  | 135世帯   | 10.65% |
| その他     | 588人   | 553人   | 1,141人  | -4.67%  | 454世帯   | 5.09%  |
| 合計       | 7,267人 | 7,044人 | 14,311人 | -4.46％ | 6,705世帯 | 0.93％ |

### 消滅集落
2015年国勢調査によれば、以下の集落は調査時点で人口0人の消滅集落となっている。
- 別海町 - 風蓮湖、野付

## 経済

### 産業
平野部では酪農、本別海・尾岱沼等の沿岸部では漁業（サケ、コマイ、ホッキ、アサリ、ホタテ、ホッカイエビなど）が盛ん。生乳生産量は全国一位で、年間生産量は43万トン。町の人口の約8倍の数の牛（約11万3000頭）が町内で飼育されている。

### 立地企業
- 株式会社明治（旧・明治乳業株式会社） 西春別工場
- 森永乳業株式会社 別海工場
- 雪印メグミルク株式会社（旧・雪印乳業株式会社） 別海工場
- 株式会社べつかい乳業興社
- 雪印種苗株式会社 別海営業所

### 農協・漁協

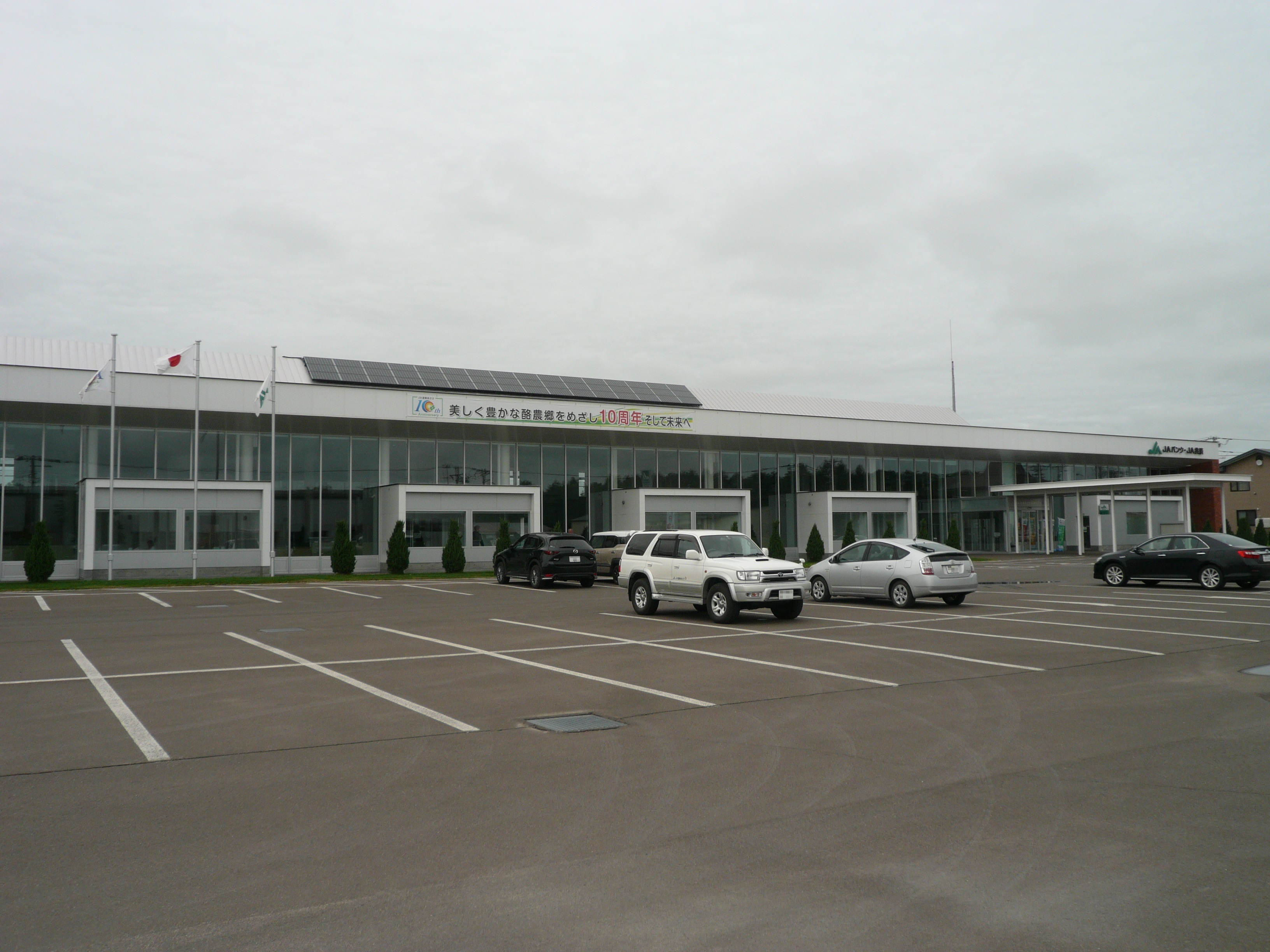
道東あさひ農業協同組合（JA道東あさひ）
  - 本所
  - 別海支所
  - 上春別支所
  - 西春別支所
- 中春別農業協同組合（JA中春別）
- 別海漁業協同組合
- 野付漁業協同組合
- 北海道農業共済組合（NOSAI北海道）
  - 根室南部支所
  - 根室南部第1家畜診療所
  - 根室南部第2家畜診療所
  - 根室南部第3家畜診療所
  - 根室北部支所
  - 根室北部第1家畜診療所
  - 根室北部第2家畜診療所
  - 根室北部第3家畜診療所

- 道東あさひ農業協同組合

### 金融機関
- 大地みらい信用金庫
  - 別海支店
  - 西春別支店

## 教育

### 高等学校
道立
- 北海道別海高等学校

### 中学校
- 別海町立上春別中学校
- 別海町立上西春別中学校
- 別海町立上風連中学校
- 別海町立中春別中学校

- 別海町立中西別中学校
- 別海町立西春別中学校
- 別海町立野付中学校
- 別海町立別海中央中学校

※以下は廃校
- 別海村立大和中学校（1966年・別海中央中へ統合）
- 別海村立南矢臼別中学校（1966年・上風連中へ統合）
- 別海村立香川中学校（1967年・同上）
- 別海村立開南中学校（同上）
- 別海村立走古丹中学校（1967年・別海中へ統合）
- 別海村立中春別中学校〈旧〉（1967年・中春別中〈新〉を新設統合）
- 別海村立床丹第一中学校（同上）
- 別海村立床丹第二中学校（同上）

- 別海村立床丹中学校（1968年・別海中へ統合）
- 別海村立恩根内中学校（1970年・上春別中と中西別中へ分割統合）
- 別海町立本別中学校（1972年・統合により上西春別中本別校舎へ、1973年・実質統合）
- 別海町立大成中学校（1972年・統合により上西春別中大成校舎へ、1973年・同上）
- 別海町立泉川中学校（1974年・上西春別中へ統合）
- 別海町立光進中学校（2008年・同上）
- 別海町立別海中学校（2016年・別海中央中と野付中へ分割統合）

### 小学校
- 別海町立上春別小学校
- 別海町立上西春別小学校
- 別海町立上風連小学校
- 別海町立中春別小学校

- 別海町立中西別小学校
- 別海町立西春別小学校
- 別海町立野付小学校
- 別海町立別海中央小学校

※以下は廃校
- 別海村立新富小学校（1967年・西春別小へ統合）
- 別海村立三股小学校（同上）
- 別海村立昭和小学校（1969年・西別小へ統合）
- 別海村立平糸小学校（1969年・西別小と中春別小へ分割統合）
- 別海村立広野小学校（1969年・中春別小へ統合）
- 別海村立朝日小学校（1970年・同上）
- 別海村立黄金小学校（同上）
- 別海村立春日小学校（同上）
- 別海村立床丹小学校（1970年・別海小へ統合）
- 別海村立走古丹小学校（同上）
- 別海村立矢臼第二小学校（1971年・中西別小へ統合）

- 別海村立上風連小学校〈旧〉（1971年・上風連小〈新〉を新設統合）
- 別海村立開南小学校（同上）
- 別海村立南矢臼別小学校（同上）
- 別海村立香川小学校（同上）
- 別海村立恩根内小学校（1971年・不明）
- 別海町立北栄小学校（1972年・不明）
- 別海町立新興小学校（1972年・西別小と中西別小へ分割統合）
- 別海町立矢臼別小学校（1972年・西別小へ統合）
- 別海町立高丘小学校（1973年・中西別小へ統合）
- 別海町立拓進小学校（1973年・西春別小へ統合）

- 別海町立泉川小学校（1974年・上西春別小へ統合）
- 別海町立大和小学校（1975年・西別小と上風連小へ分割統合）
- 別海町立富岡小学校（1976年・中春別小へ統合）
- 別海町立菊水小学校（同上）
- 別海町立本別小学校（1989年・上西春別小へ統合）
- 別海町立大成小学校（1996年・同上）
- 別海町立光進小学校（2008年・同上）
- 別海町立美原小学校（2009年・中春別小へ統合）
- 別海町立豊原小学校（同上）
- 別海町立別海小学校（2016年・別海中央小と野付小へ分割統合）

各学校の通学区域が広いため21台のスクールバスが運行されている。
別海町では概ね地域ごとに小学校と中学校が1校ずつ置かれるため、例えば上春別小の児童は全員上春別中に入学することになる。過去に中春別中のみ、中春別小・美原小・豊原小の3校からの入学であった。
2022年現在、人口1.4万人の町に16の小中学校が設置され、複式学級を持つ小学校は8校中4校である。一方1学年あたり2学級の学校は、別海中央小、別海中央中のみである。

## 郵便
郵便局
- 別海郵便局（集配局）
- 中春別郵便局（集配局）
- 中西別郵便局（集配局）
- 西春別駅前郵便局（集配局）
- 西春別郵便局

- 上春別郵便局
- 上風連郵便局
- 本別海郵便局
- 尾岱沼郵便局

簡易郵便局
- 豊原簡易郵便局

## 交通

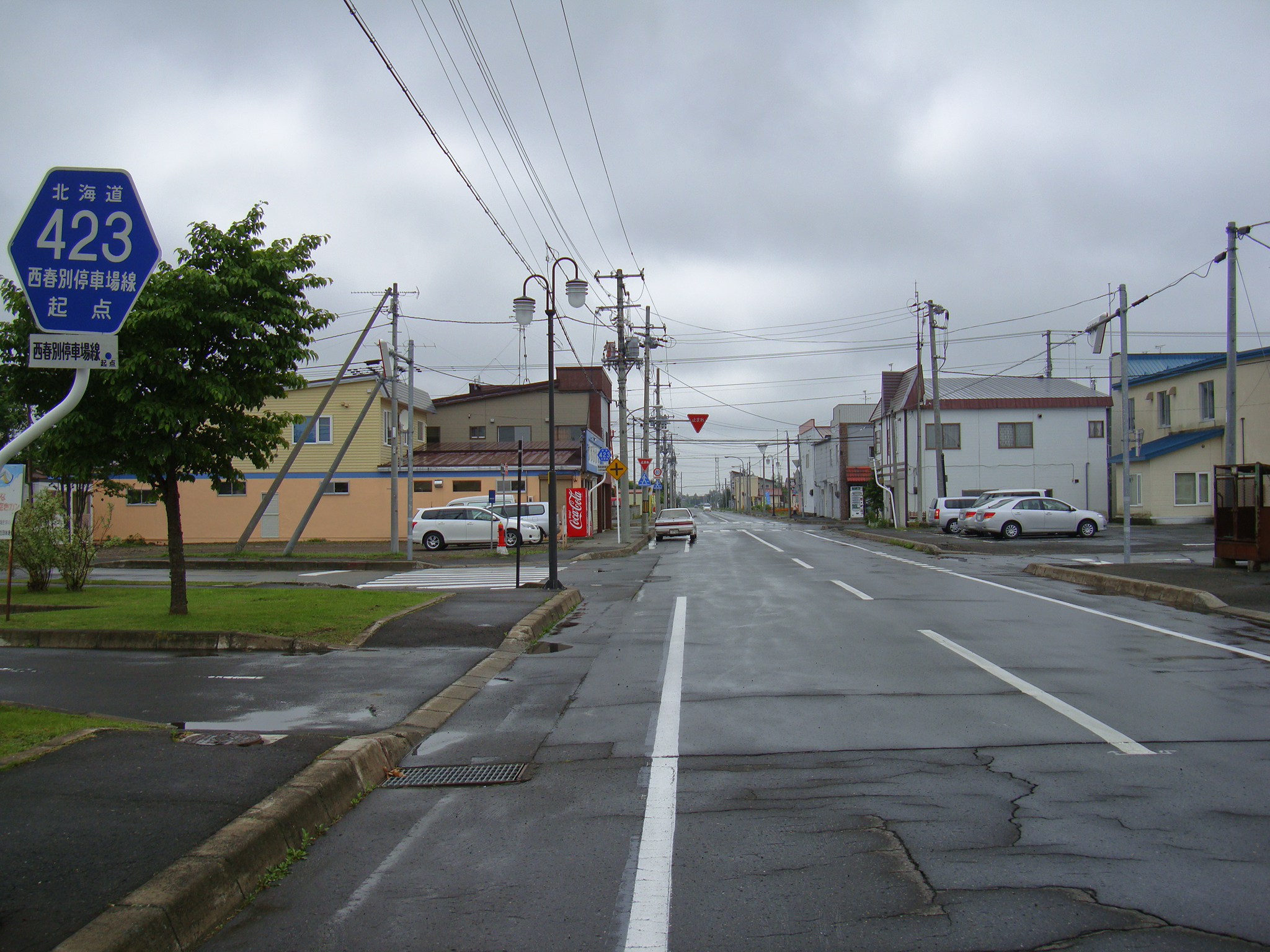
西春別市街

### 航空
- 根室中標津空港 （中標津町）

### 鉄道
1933年（昭和8年）12月1日、鉄道省によって標津線が開業。
1949年（昭和24年）6月1日、日本国有鉄道へ継承。
1987年（昭和62年）4月1日、国鉄分割民営化により北海道旅客鉄道（JR北海道）へ継承。
1989年（平成元年）4月30日、標津線の廃止により、現在町内に鉄道路線はない。廃止以前、町内には以下の駅が設置されていた。
- 標津線（本線）：泉川駅 - 光進駅 - 西春別駅 - 上春別駅
- 標津線（厚床支線）：春別駅 - 平糸駅 - 別海駅 - 奥行臼駅

また、別海村時代には別海村営軌道、が存在したが、1971年（昭和46年）に廃止された。
別海村の開南地区にはかつて浜中町営軌道が伸びていたが、これも1971年（昭和46年）に廃止された。

### バス
- 根室交通 - 中標津空港連絡バス〔標津線（厚床〜中標津）代替〕
- 阿寒バス - 標津線（標茶〜標津 及び 別海～中標津）代替、釧路駅〜羅臼、標津〜尾岱沼
- 根室交通・北都交通 - 札幌方面夜行バス「オーロラ号」
- 別海町営バス - 釧根線代替

### 道路
一般国道
- 国道243号
- 国道244号
- 国道272号

都道府県道
- 北海道道8号根室中標津線
- 北海道道13号中標津標茶線
- 北海道道123号別海厚岸線・北海道道449号別海浜中停車場線
- 北海道道311号中西別計根別線
- 北海道道362号西春別春別停車場線
- 北海道道363号尾岱沼港春別停車場線
- 北海道道364号本別海別海停車場線
- 北海道道423号西春別停車場線
- 北海道道475号風蓮湖公園線
- 北海道道813号上風連大別線
- 北海道道830号泉川西春別線
- 北海道道831号上春別別海線
- 北海道道928号上風連中西別線
- 北海道道929号中春別床丹線
- 北海道道930号上風連奥行線
- 北海道道950号野付風蓮公園線
- 北海道道951号泉川線
- 北海道道957号大成西春別線
- 北海道道994号中春別俵橋線

道の駅
- おだいとう

## 名所・旧跡・観光スポット・祭事・催事

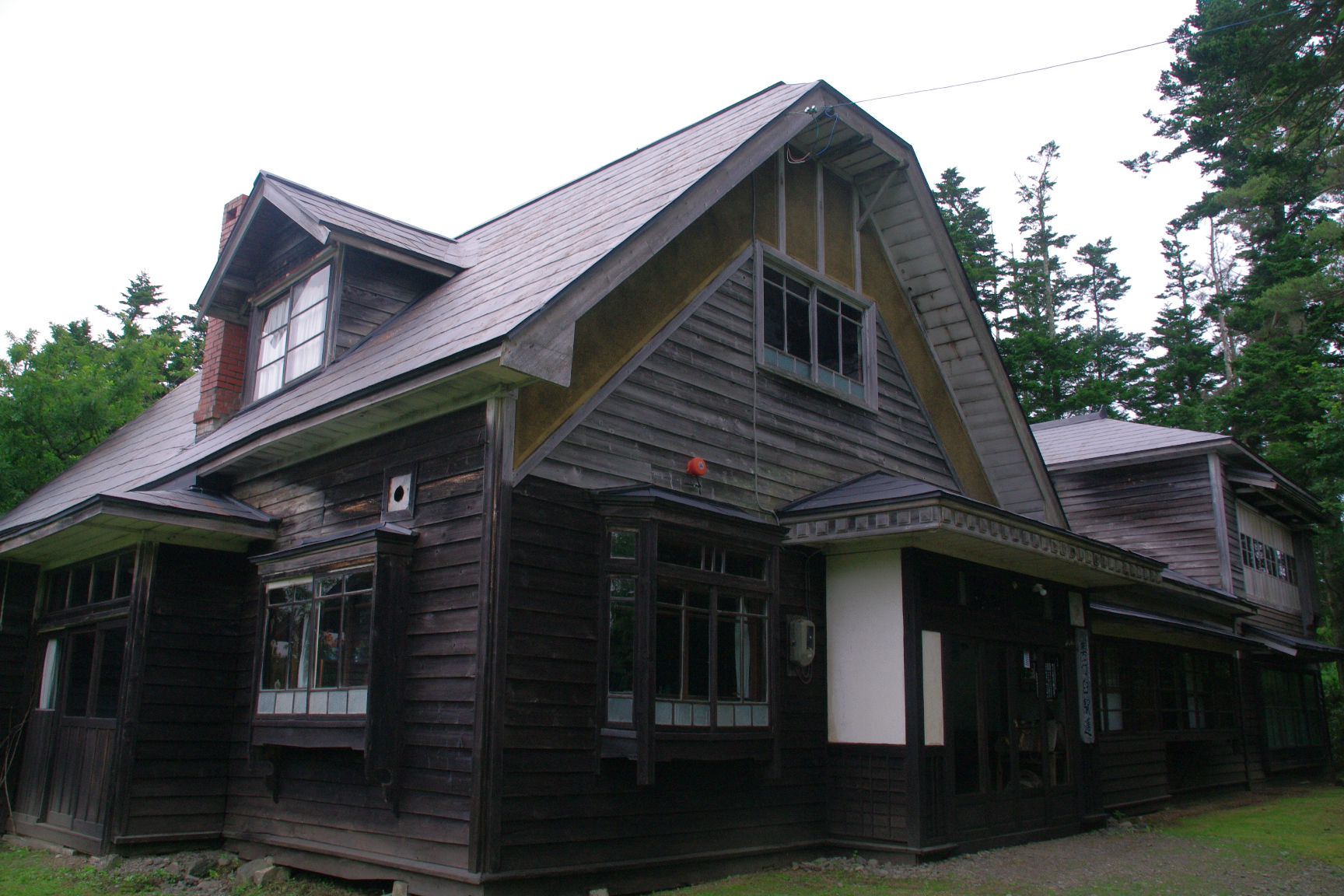
奥行臼駅逓

### 文化財

#### 国指定天然記念物
- 西別湿原ヤチカンバ群落

#### 道指定有形文化財
- 奥行臼駅逓

#### 別海町指定文化財
- 奥行臼駅
- 旧別海村営軌道風連線奥行臼停留所
- 加賀家文書 - 別海町郷土資料館附属施設加賀家文書館蔵
- 西別開基の松 - 別海町役場庁舎前に移植
- 野付の千島桜 - 野付小学校前に移植
- 試作場の桜
- オクユキウスの大楢、山藤松
- 風連の楢林、開墾記念のスモモ
- 蝋山の松
- 本別海一本松
- 役場支所の柏
- 広野開拓六気の柏
- 上西春別小学校の柏
- 野付半島沖マンモスゾウ化石群 - 化石は別海町郷土資料館に収蔵

### 観光
- 野付風蓮道立自然公園
  - 野付半島・打瀬船（北海道遺産）
  - トドワラ・ナラワラ
  - 野付半島ネイチャーセンター
  - 風蓮湖
- 別海町尾岱沼青少年旅行村
- 尾岱沼温泉

### 祭り
- 別海町尾岱沼潮干狩りフェスティバル（5月上旬 - 6月上旬）
- 尾岱沼えびまつり（6月最終日曜）
- 別海町産業祭（9月第3土・日曜）
- 西別川あきあじまつり（10月第2日曜）

### 特産・地酒
- ホッカイシマエビ、ホタテ、サケ（あきあじ）、コマイなどの海産物
- 牛乳、バター、アイスクリームなどの乳製品

　生乳生産量の高さを生かした「福祉牛乳給付事業」が行われており、一定の条件を満たす住民に対して牛乳の200mlパックを1週間ごとに5個、町より無料で給付している。給付される製品はべつかい乳業興社が供給している。

### 新・ご当地グルメ
- 別海ジャンボ牛乳&別海ジャンボホタテバーガー

### スポーツ
- 別海町パイロットマラソン - 日本陸上競技連盟の公認コース・公認大会で、10月第一日曜日開催（以前は体育の日に実施）
- 別海パイロットスピリッツ - 北海道フロンティアリーグ (HFL)に所属する野球チーム（2025年よりリーグ戦に参加）

## 出身の有名人
- 堤雄司（円盤投選手、日本記録保持者）
- 伊勢大貴（俳優・歌手）
- 佐ノ藤清彦（元大相撲力士・元十両）
- 楠瀬志保（元スケート選手）
- 徳井健太（お笑い芸人・平成ノブシコブシ）
- 田村美香（フリーアナウンサー）
- 川本紗矢（タレント・元アイドル・元AKB48）
- 千葉雄泰（芸術家）
- 河崎秋子（作家）
- やまざき貴子（漫画家）
- 行徒（漫画家）
- 行徒妹（漫画家）
- アンチエイジ徳泉（ものまね芸人、お笑い芸人）
- 東条さかな（イラストレーター）
- 目黒郁也（ミュージシャン・ベーシスト）
- A-2Sick（ミュージシャン・GHOSTY BLOW Vocal）
- 中鉢優香（ミュージシャン・ベーシスト）
- 柳家やなぎ（落語家）
- 長谷部亮一（経済学者・元小樽商科大学学長）
- 田中仁（数学者）
- 西條勉 （日本文学研究者）
- 郷亜里砂（スピードスケート選手）
- スモーキー永田（自動車整備士、トップシークレット社長）
- 高田ぽる子（お笑い芸人）
- 森重航（スピードスケート選手）
- 笠井季璃（バレーボール選手・トヨタ車体クインシーズ）
- 前田春香（アナウンサー・毎日放送）

### ゆかりのある人物
- 小六禮次郎（作曲家）・倍賞千恵子（女優） - 夫妻で町内に別荘を所有しており[16]、その縁から「別海讃歌」を制作[17]。